# Teloscalpellum meropleura
Teloscalpellum meropleura is een rankpootkreeftensoort uit de familie van de Scalpellidae. De wetenschappelijke naam van de soort is voor het eerst geldig gepubliceerd in 1929 door Macdonald.